# Albairate
Albairate (AFI: /albaiˈrate/; Albairàa o Bairàa in dialetto milanese) è un comune italiano di 4 732 abitanti della città metropolitana di Milano in Lombardia.

## Geografia fisica

### Territorio
Il territorio comunale ha forma allungata e confina a nord col comune di Corbetta, ad est con Cisliano e Gaggiano, a sud con Abbiategrasso e Vermezzo, a ovest con Cassinetta di Lugagnano ed Abbiategrasso.
Albairate è posta a circa 20 chilometri ad ovest dal capoluogo lombardo.

### Geologia e idrografia

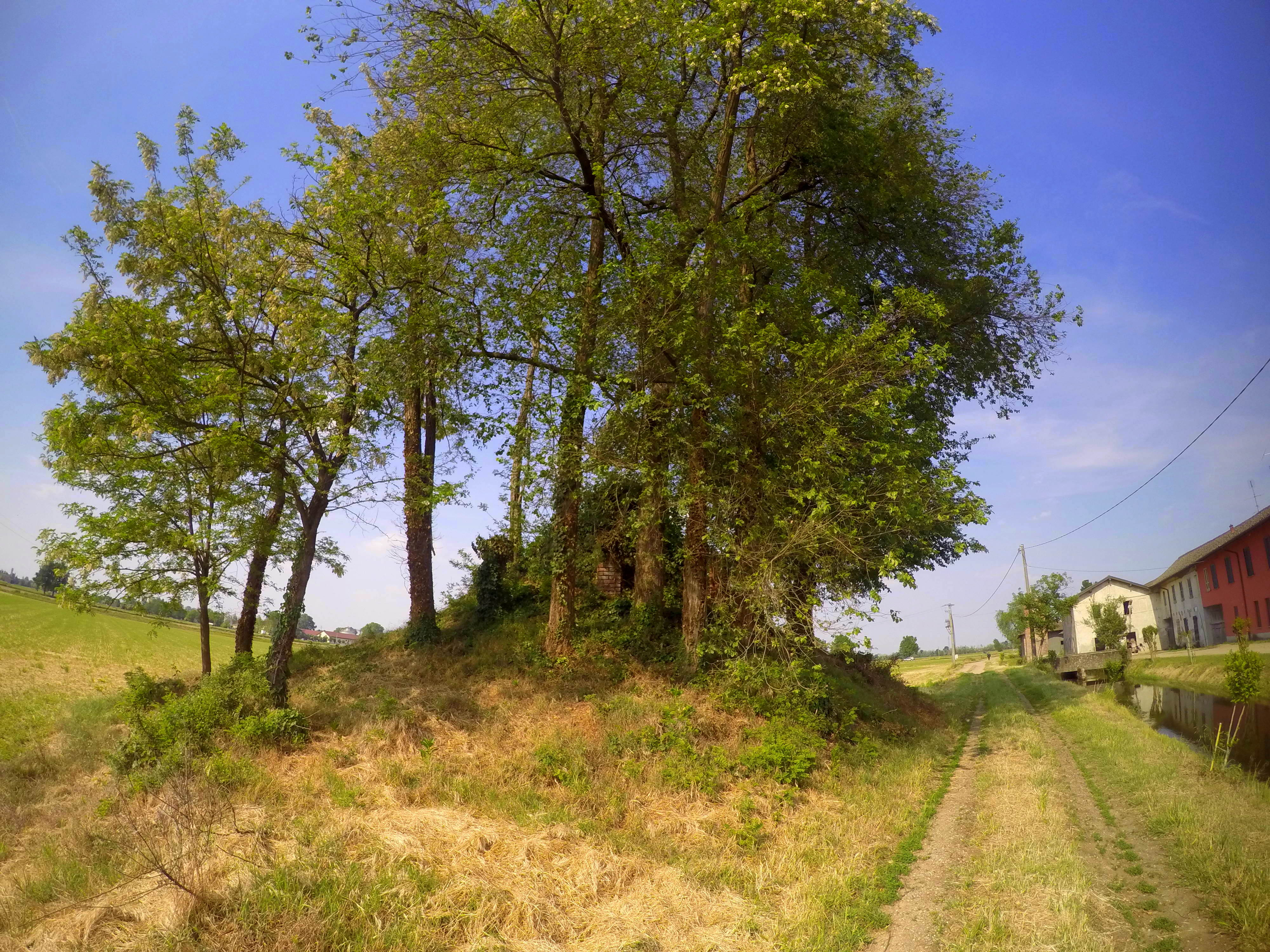
Panorama nelle campagne di Albairate

Morfologicamente, il territorio di Albairate è caratterizzato dall'ambiente pianeggiante tipico della pianura padana, prevalentemente adatto a boschi o coltivazioni. L'altitudine media è di 124 m s.l.m..
Uno degli aspetti più significativi dell'idrografia di Albairate come delle zone limitrofe all'abitato sono le risorgive, che un tempo avevano ampia rilevanza economica per l'agricoltura e oggi costituiscono una delle attrazioni principali del Parco Agricolo Sud Milano.

### Sismologia
Dal punto di vista sismico Albairate presenta un rischio molto basso ed è stata classificata come il comune zona 4 (bassa sismicità) dalla protezione civile nazionale. Nella sua storia l'abitato ha risentito di tre terremoti di entità superiore a 5,5 ML: quello del 1117 (6,5 ML), quello del 1222 (6 ML) e quello del 1887 (6,3 ML)

### Clima
Il clima di Albairate è quello continentale, tipico delle pianure settentrionali italiane con inverni freddi e abbastanza rigidi con diverse giornate di gelo, col fenomeno della nebbia; le estati, che risentono di elevate temperature che possono superare i 30 °C, presentano una umidità che può raggiungere l'80% causando quel fenomeno di caldo umido comunemente chiamato "afa". L'umidità non è comunque presente solo d'estate, ma è molto elevata tutto l'anno. I dati provenienti dalla vicina stazione meteorologica di Milano Malpensa, ad ogni modo, indicano, in base alla media trentennale di riferimento (1961-1990) per l'Organizzazione Mondiale della Meteorologia, che la temperatura media del mese più freddo, gennaio, si attesta attorno a -4 °C; quella del mese più caldo, luglio, è appena sopra i +28 °C.
Il comune appartiene alla zona climatica E, 2360 GR/G. Albairate, come del resto gran parte dei comuni della Pianura Padana, soffre di scarsa ventilazione.
La piovosità si concentra principalmente in autunno e in primavera con un minimo relativo invernale e con una media annua superiore ai 1000 mm, con un minimo relativo invernale.

## Origini del nome
Il toponimo Albairate sembrerebbe derivare dalla parola latina Arboretum, ovvero "luogo con alberi", immerso nella boscaglia. L'ipotesi di questa antica foresta può essere ritrovata nell'attuale bosco di Riazzolo, la principale riserva naturale sul territorio albairatese. Secondo altre fonti, il toponimo potrebbe derivare dal nome personale latino "Albarius" deformato successivamente col suffisso "-ate".

## Storia

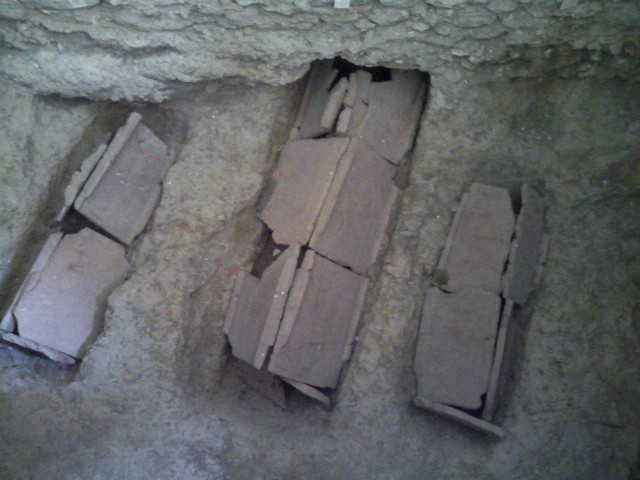
Tombe "alla cappuccina" simili a quelle ritrovate a Riazzolo, frazione di Albairate, da Carlo Dossi.

I primi ritrovamenti archeologici che testimoniano la presenza di abitanti nell'area di Albairate si fanno risalire i primi insediamenti all'età del bronzo, quando la zona era abitata dai Liguri. L'importanza di tali ritrovamenti ha avuto una certa rilevanza in campo archeologico da aver gettato le basi per una vera e propria cultura archeologica, chiamata della Scamozzina dal luogo del ritrovamento, la cascina Scamozzina appunto, nel territorio albairatese. Gran parte dei reperti ritrovati già all'inizio del Novecento erano situati presso la Cascina Faustina (il cui oratorio risale ad epoca carolingia ed è uno dei meglio conservati dell'intera area) e sono stati dettagliatamente studiati e catalogati da Carlo Dossi, proprietario dell'intero podere che effettuò per primo gli scavi nell'area e si interessò alla collocazione dei ritrovamenti dove ancora oggi si possono ammirare, ovvero presso il Museo archeologico "Villa Pisani Dossi" di Corbetta.
Testimonianze di Albairate in epoca romana, sono invece di recente scoperta e sono state registrate in località Cascina Rosio, ad opera della famiglia Ranzani, attuale proprietaria dello stabile, tra cui un sarcofago dell'epoca in granito.
Nell'XI secolo, l'attuale territorio comunale di Albairate era ripartito su tre comuni minori: quello di Brisconno (posto tra la cascina Rosio e la cascina Marcatutto), Verdesiacum (tra la cascina Scamozza e la cascina Faustina) ed Albairate propriamente detto che appariva come un villaggio cintato da mura basse ed avente cinque porte. Di questo comune i documenti parlano per la prima volta nel 1054, quando esso dipendeva come feudo dal monastero milanese di San Vittore, oltre ad avere proprietà ascrivibili alle famiglie nobili milanesi dei Pietrasanta e dei Medici. Il XII secolo fu un periodo cruciale per lo sviluppo abitativo di Albairate dal momento che, a seguito delle devastazioni operate da Federico Barbarossa in tutto il milanese, i due comuni di Brisconno e Marcatutto scomparirono a vantaggio del centro maggiore, Albairate.
Fu durante il XIII secolo che ebbe luogo il processo di affrancamento di Albairate dal vassallaggio e l'istituzione del vero e proprio comune rurale, passando poi come tutta l'area del milanese prima sotto la signoria dei Visconti e poi degli Sforza, sino ai possedimenti spagnoli del Ducato di Milano, ma continuando a conservare la feudalità sostanziale da parte dei monaci di San Vittore di Milano che nel tempo giunsero ad ottenere il possesso di un terzo di tutte le terre comunali.
Il 5 aprile 1570 San Carlo Borromeo si recò in visita ad Albairate stimolando un rinnovamento spirituale della parrocchia ed avviando lo sviluppo sociale del paese.
La città seguì le sorti del Ducato di Milano e, durante la dominazione napoleonica, il monastero di San Vittore al Corpo venne soppresso e le sue terre confiscate da parte del governo di Milano che procedette quindi a venderle all'asta. Successivamente, con la Restaurazione, il comune venne incluso dapprima nel Regno Lombardo-Veneto e poi nel Regno d'Italia.
Durante la seconda guerra mondiale, la frazione di Riazzolo e l'annesso bosco furono il centro nevralgico della resistenza nel magentino: qui operarono figure come Leopoldo Fagnani e Pierino Beretta nell'organizzazione dei renitenti della RSI e nel loro invio nella Valsesia.

### Simboli
La descrizione araldica dello stemma è la seguente:

Lo stemma deriva da quello della famiglia "de Albairate", di origine locale, il quale è presente nello Stemmario Trivulziano che risultava essere propriamente: di rosso, alla pianta di betulla sradicata d'argento. Si tratterebbe, in questo caso, di un'arma parlante, in quanto in dialetto lombardo il termine albarott è usato per indicare l'albero della betulla.
La descrizione araldica del gonfalone è la seguente:

Lo stemma e il gonfalone sono stati concessi con D.P.R. del 23 giugno 1983.

## Monumenti e luoghi d'interesse

### Architetture religiose

#### Chiesa parrocchiale di San Giorgio

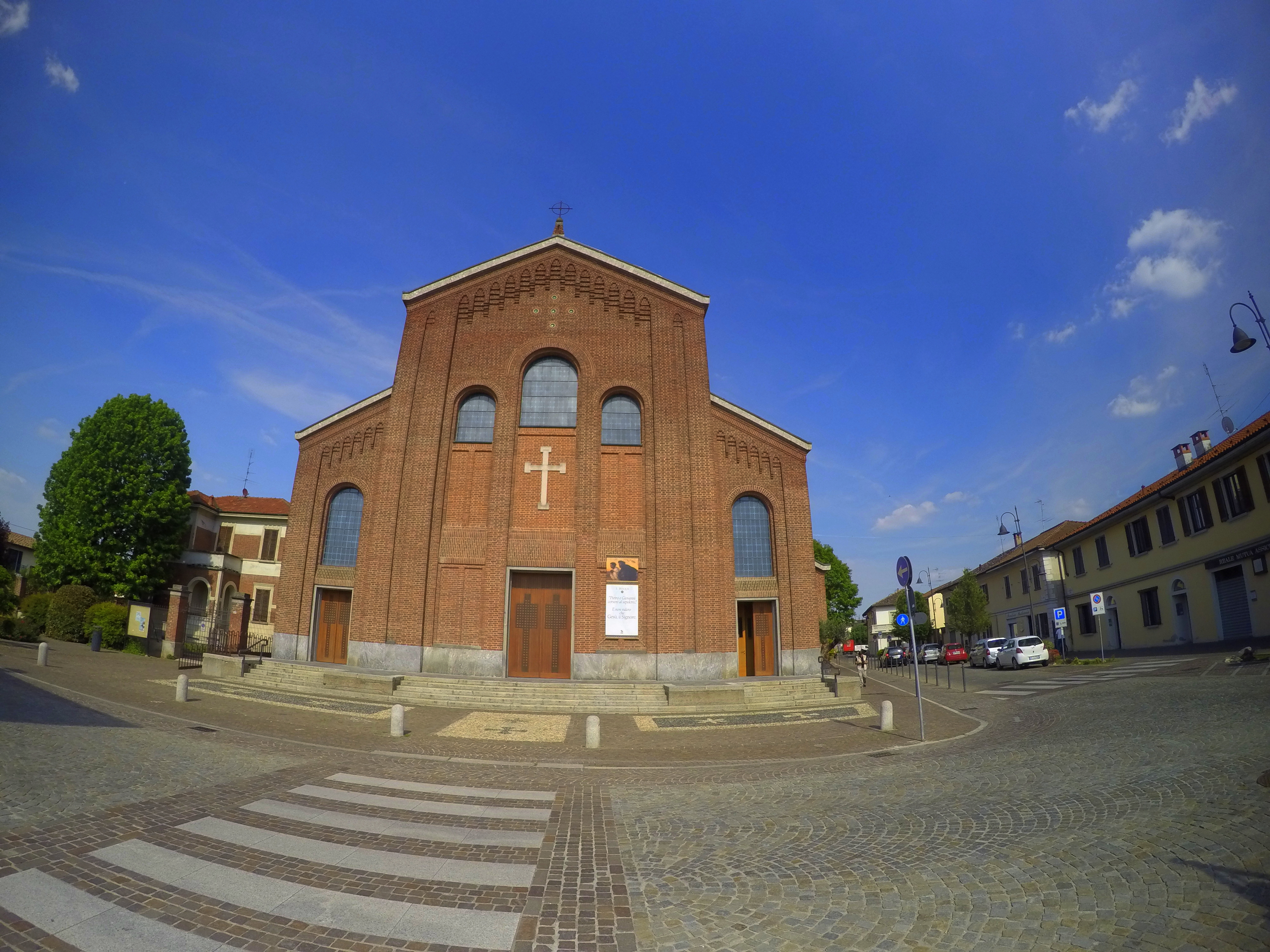
La chiesa parrocchiale di San Giorgio e la piazza antistante

La chiesa parrocchiale di San Giorgio di Albairate venne edificata a partire dal 1937 in sostituzione della più antica chiesa parrocchiale, che sorgeva nella medesima posizione dell'attuale, in centro al paese, gittante sulla piazza principale. Tali lavori si erano resi necessari per problemi di statica del precedente edificio. La struttura venne consacrata ufficialmente il 1º ottobre 1938 ed aperta al culto pubblico.
La chiesa precedente, anch'essa dedicata a San Giorgio, risaliva al XVI secolo e, si presume, fu a sua volta edificata su un preesistente edificio di culto: la dedicazione a San Giorgio potrebbe far risalire la presenza di una chiesa in questo luogo all'epoca longobarda.
La chiesa attuale, costruita in mattoni a vista, riprende le forme tipiche dell'architettura romanica, con un tetto a capanna, con ampi finestroni e vetrate. Il campanile, retrostante la struttura, è ancora quello originale dell'antica chiesa.
L'interno della chiesa è stato completamente decorato ad affresco a partire dalla metà degli anni quaranta, con un ciclo dedicato a San Giorgio nella navata centrale, le immagini della Via Crucis nelle navate laterali, la Resurrezione nella controfacciata, l'Ultima Cena nel catino dell'abside, il Battesimo di Cristo, la Fuga in Egitto ed evangelisti nel tiburio. Interessante anche il piccolo battistero.
In occasione del 70° della consacrazione dell'edificio gli affreschi e le altre componenti l'apparato decorativo sono stati completamente ripuliti e offrono un esempio notevole dell'arte religiosa di metà Novecento.
Il campanile è ciò che rimane della chiesa precedente. Ha un concerto di 6 campane in La2 crescente. Sono state fuse nel 1897 dai Fratelli Barigozzi. Il Mi3 è stato fuso da Angelo Bianchi nel 1948, mentre il Re3 da Carlo Ottolina e Figli nel 1961.
La campana maggiore (il La2 crescente) ha un diametro di 168,5 cm.

#### Chiesa di Santa Maria De Bozzis

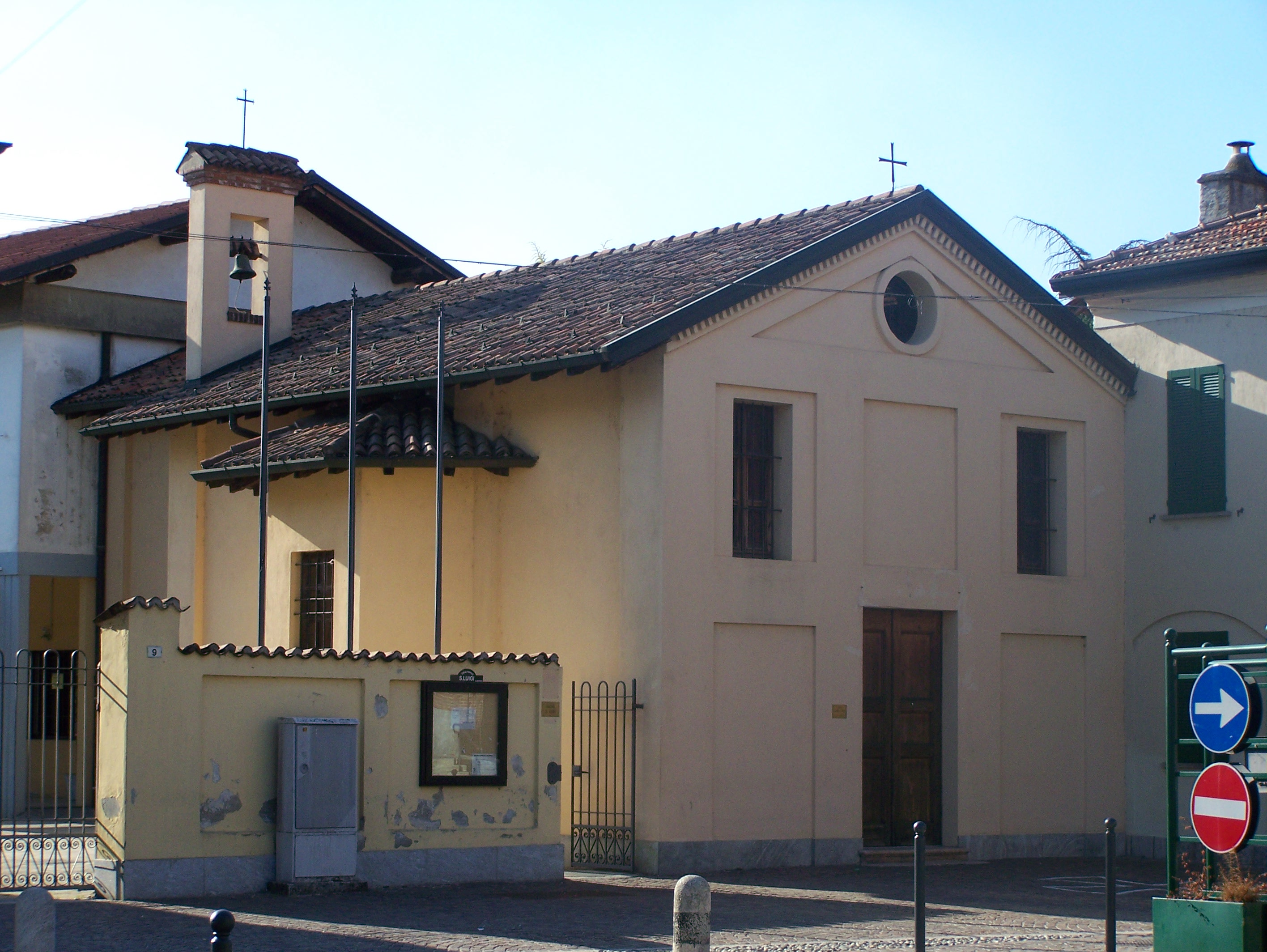
La piccola chiesa di Santa Maria De Bozzis, proprio di fronte alla parrocchiale nella piazza principale di Albairate

La piccola chiesa di Santa Maria De Bozzis, venne edificata a partire dal Cinquecento come oratorio per la Confraternita del SS. Sacramento presente presso la parrocchia di Albairate. L'edificio venne realizzato con le medesime fattezze del XVI secolo dell'antica chiesa di Albairate che

#### Chiesa di Santa Teresa (loc. Riazzolo)

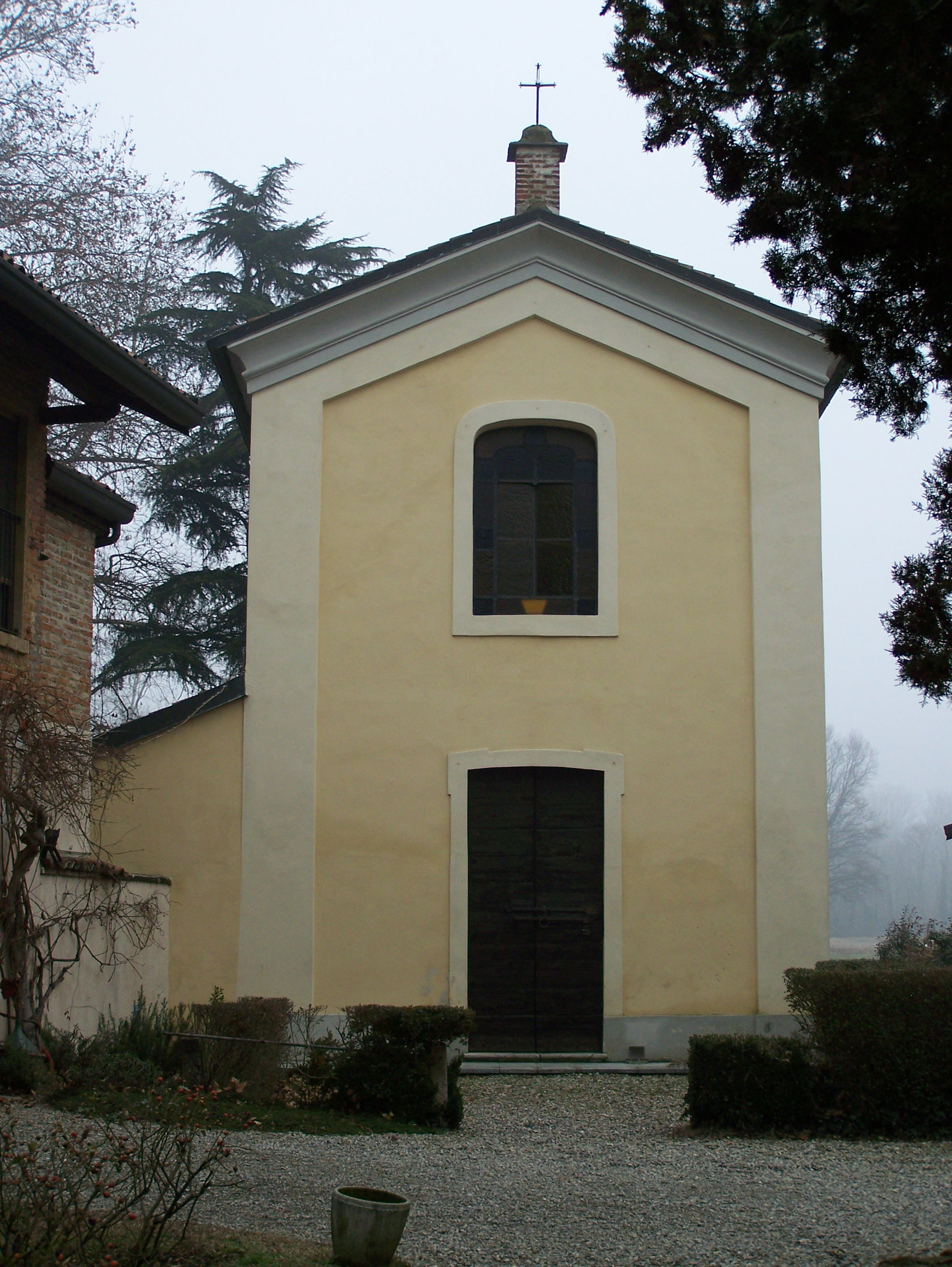
La chiesa di Santa Teresa a Riazzolo

Sita in località Riazzolo, la piccola chiesa di Santa Teresa venne edificata nel corso del Settecento come tutto l'antico complesso rurale e residenziale dell'area. Essa si presenta come un tempio di modeste dimensioni, con facciata a decorata con tinte bianche e gialle e mossa da lesene e decorazioni a stucco, un timpano al termine della struttura. Il resto della chiesa, si presenta invece esternamente a mattoni vivi che contraddistinguono anche l'area del presbiterio, stondato.
L'interno, contraddistinto da un'unica navata, è in stile tardo barocco, semplice ma raffinato, con la particolarità del grande finestrone sovrastante il portale d'ingresso che dà luce all'interno della struttura, che dispone inoltre di due finestrelle nell'area dell'altare.
La chiesa dispone anche di un piccolo campanile al concerto di due campane.
Di fronte alla chiesa, si trova un piccolo piazzale a ghiaietto con un viale di piccoli cipressi e una colonna marmorea con un'aquila di bronzo, sotto la quale è posta una targa a ricordo dei caduti della prima guerra mondiale nella frazione.
La chiesa dipende attualmente dalla parrocchia di Albairate, ma rimane un patronato della famiglia corbettese dei Pisani-Dossi (oggi passato agli eredi, i Macchi di Cellere) in omaggio a Carlo Dossi che l'acquistò e la ristrutturò a fine Ottocento. Oggi la chiesa viene utilizzata solo occasionalmente, soprattutto nel caso di matrimoni che abbinino a ristorante un vicino agriturismo, gittante sulla piazzetta della chiesa.

#### Chiesa della Beata Vergine del Rosario
Sita presso la Cascina Rosio e risalente al XVII secolo, la chiesa della Beata Vergine del Rosario era la cappella della grande corte che, trovandosi a lunga distanza dal paese, richiese e costruì un luogo di culto in loco.

#### Oratorio di San Bernardo

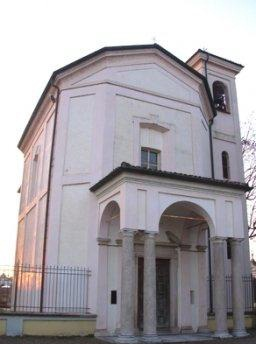
L'oratorio di San Bernardo presso il cimitero cittadino

L'oratorio di San Bernardo, non lontano dal cimitero del paese, risale al 1641 ed è attribuito al grande architetto Francesco Maria Richini.
Esternamente, l'oratorio presenta caratteristiche molto simili all'Oratorio di Sant'Ambrogio del vicino comune di Corbetta al quale il Richini stava lavorando nei medesimi anni: la chiesa si presenta preceduta da un piccolo protiro con quattro colonne in granito che sorreggono delle arcate che sovrastano l'ingresso. La facciata è scandita da riquadrature regolari che richiamano lo stile cinquecentesco, mentre le restanti decorazioni e l'impostazione stessa della chiesa a pianta ottangonale richiamano chiaramente gli stilemi barocchi.
All'interno, spicca l'altare riccamente decorato in marmo con dettagl a stucco, sopra il quale si trova l'immagine della Vergine circondata da due colonne con putti e decorazioni in stucco.

#### Oratorio dei Santi Faustino e Giovita
L'Oratorio dei Santi Faustino e Giovita, posto a breve distanza dall'ex SS 114, è uno dei più antichi e significativi monumenti religiosi del magentino e dell'abbiatense, noto particolarmente per aver conservato immutata nei secoli la sua originaria struttura. La piccola cappella campestre venne eretta in epoca longobarda o  carolingia (VIII - X secolo), nei pressi dell'allora insediamento di Verdesiacum oggi scomparso e che si concentrava essenzialmente nel territorio della cascina Faustina che oggi ospita la chiesa.
La chiesa, ancora nell'XI secolo, era adibita al culto di quelle famiglie locali di origine longobarda che avevano conservato il loro rito religioso proprio e risultava di proprietà di Gotofredo di Aicardo da Barate. Successivamente lo stesso proprietario, nel 1054, la passò in proprietà al monastero di San Vittore al Corpo di Milano, ente feudatario del luogo. Nel 1170 la parrocchia del vicino comune di Cisliano, nella persona del parroco, intraprese una contesa col monastero di San Vittore per il possesso della chiesa e di altri beni posti in Albairate, ma l'ente monastico riuscì ad avere la meglio.
L'edificio presenta esternamente una pianta quadrata con murature di epoca carolingia, mentre l'abside è riconducibile al medioevo.

#### Oratorio di San Benedetto
Edificato nel 1960, l'Oratorio di San Benedetto venne realizzato per sopperire alle esigenze di un nuovo ampio quartiere residenziae sviluppatosi all'estremo margine dell'abitato albairatese negli anni del boom economico. La struttura, di fattezze semplici, presenta un'aula unica con una copertura a due falde ed un piccolo portico che precede la struttura. Al tutto si affianca un piccolo campanile.

#### Cappella di Santa Caterina
La piccola cappella di Santa Caterina venne edificata sul finire del Cinquecento su impulso dell'arcivescovo Carlo Borromeo nel bordo di Albairate. Essa si trova ad ovest del territorio cittadino, nei pressi della cascina Marcatutto ed è stata recentemente oggetto di restauri che le hanno restituito lo splendore originario.
Esternamente la cappella si presenta di forme semplici, aperta sulla strada e separata da un piccolo cancello.

### Architetture civili

#### Corte Salcano
La struttura della Corte Salcano ha origini cinquecentesche anche se le forme esterne risalgono al Settecento. Un tempo era proprietà dell'ospedale Fatebenefratelli di Milano. Oltre agli splendidi rustici d'epoca, qui è possibile ammirare ancora oggi una delle ultime ghiacciaie sotterranee per la conserva delle derrate alimentari, un tempo molto diffuse in campagna. La corte ospita inoltre il suggestivo Museo agricolo "Angelo Masperi" che raccoglie le testimonianze della storia agreste del paese e delle tradizioni agricole della Lombardia, con una vasta collezione di oggetti ed attrezzi per la coltivazione dei campi. Attualmente la Corte è sede del municipio di Albairate.

#### Villa Albani
Il palazzo denominato "Villa Albani" è in località Cascina Rosio, non lontana dalla Cascina Isola Maria, a sud del territorio comunale di Albairate.
La costruzione risale alla fine del XVI secolo ad opera della famiglia Negroli ed è frutto della trasformazione dell'estremità occidentale di un precedente edificio del quale rimangono avanzi significativi. Si tratta di una costruzione che, nella sua struttura rigidamente geometrica del cubo, esemplifica il passaggio dai modi costruttivi militari a quelli residenziali tipico dell'epoca. Il palazzo domina una corte chiusa, nella quale sono presenti una chiesa e tutte le strutture di supporto alla conduzione di un'azienda agricola. Prese il nome di "villa Albani" da uno dei proprietari più illustri succedutisi. Negli anni '20 del Novecento, la villa cessò di essere utilizzata come abitazione e l'edificio subì numerose modifiche strutturali per venire incontro alle nuove funzioni dei locali che vennero utilizzati come officine, come laboratori meccanici ed infine come magazzini, danneggiandone in parte gli interni.
Il fronte principale del complesso, rivolto a sud e un tempo decorata con fasce decorative, si apre con un doppio fornice. Le sale interne presentano locali con volte e lunette, tipico esempio di architettura castellana. I restauri condotti a partire dal 1991 hanno permesso di recuperare in ogni locale le decorazioni ad affresco originali, a grottesca, nel portico che caratterizza la facciata sud, di carattere anche religioso in tutti gli altri locali.

### Cascina Due Mulini
Formata dai due mulini settecenteschi Ranzani e Chiodini, al centro di essa scorre la roggia Visconti sulla quale si trovano sistemate cinque ruote idrauliche a pale, due in legno e tre in ferro. Il mulino Ranzani era utilizzato per la macinatura del grano, mentre il Chiodini era impiegato perlopiù per la pilatura del riso. Nel Novecento vennero convertiti per la produzione di energia elettrica.

## Società

### Evoluzione demografica
Abitanti censiti

### Etnie e minoranze straniere
Secondo i dati ISTAT al 31 dicembre 2023 i cittadini stranieri residenti ad Albairate erano 274 e rappresentavano il 5,81% della popolazione residente. Le nazionalità maggiormente rappresentate erano:
1. Romania, 62
2. Albania, 52
3. Egitto, 24
4. Marocco, 13
5. Ucraina, 13
6. Ecuador, 9
7. Slovacchia, 8
8. Bulgaria, 8
9. Filippine, 7
10. Repubblica Dominicana, 6

Nei dati ufficiali non sono considerati gli stranieri irregolari.

Guardando invece ai Paesi di nascita della popolazione residente, 392 residenti al 31 dicembre 2023 erano nati all'estero, corrispondendo al l'8,31% della popolazione comunale. I Paesi di nascita maggiormente rappresentati erano:
1. Albania, 72
2. Romania, 43
3. Egitto, 26
4. Ucraina, 19
5. Moldova, 17
6. Brasile, 15
7. Marocco, 14
8. Perù, 13
9. Ecuador, 12
10. Cuba, 10

## Economia
Ad Albairate nel 2021 risultava occupato il 93.5% dei residenti in età lavorativa.

## Cultura

### Eventi
- Fine aprile: Fiera di San Giorgio - esposizione di prodotti agricoli locali e visite guidate per il paese.
- Metà giugno: Biciclettata Gastronomica - in bici lungo il Naviglio Grande con degustazione dei prodotti locali presso i comuni di Cassinetta di Lugagnano, Abbiategrasso, Robecco sul Naviglio, Corbetta e Santo Stefano Ticino.
- settembre - ottobre: Autunno Albairatese - ciclo di manifestazioni culturali, sportive, ricreative e gastronomiche.

## Geografia antropica
Secondo l'ISTAT, il territorio comunale comprende il centro abitato di Albairate, la frazione di Castelletto e le località di Cascina Faustina, Cascina Marcatutto-Bruciata, Cascina Riazzolo e Rosio.

## Amministrazione
| Periodo         | Periodo           | Primo cittadino         | Partito                       | Carica  | Note   |
| --------------- | ----------------- | ----------------------- | ----------------------------- | ------- | ------ |
| 28 maggio 1985  | 22 maggio 1990    | Arnaldo Gramegna        | Democrazia Cristiana          | Sindaco | [ 28 ] |
| 22 maggio 1990  | 22 settembre 1992 | Arnaldo Gramegna        | Democrazia Cristiana          | Sindaco | [ 28 ] |
| 23 ottobre 1992 | 24 aprile 1995    | Angelo Masperi          | Democrazia Cristiana          | Sindaco | [ 28 ] |
| 24 aprile 1995  | 14 giugno 1999    | Angelo Masperi          | Lista civica                  | Sindaco | [ 28 ] |
| 14 giugno 1999  | 23 agosto 2003    | Angelo Masperi          | Lista civica                  | Sindaco | [ 28 ] |
| 14 giugno 2004  | 25 maggio 2014    | Luigi Alberto Tarantola | Lista civica                  | Sindaco | [ 28 ] |
| 25 maggio 2014  | 26 maggio 2019    | Giovanni Pioltini       | Lista civica Vivere Albairate | Sindaco | [ 28 ] |
| 26 maggio 2019  | 9 giugno 2024     | Flavio Crivellin        | Lista civica Vivere Albairate | Sindaco | [ 28 ] |
| 9 giugno 2024   | in carica         | Flavio Crivellin        | Lista civica Vivere Albairate | Sindaco | [ 28 ] |